# Sporobolus camporum
Sporobolus camporum là một loài thực vật có hoa trong họ Hòa thảo. Loài này được Swallen miêu tả khoa học đầu tiên năm 1956.